# Bużanie

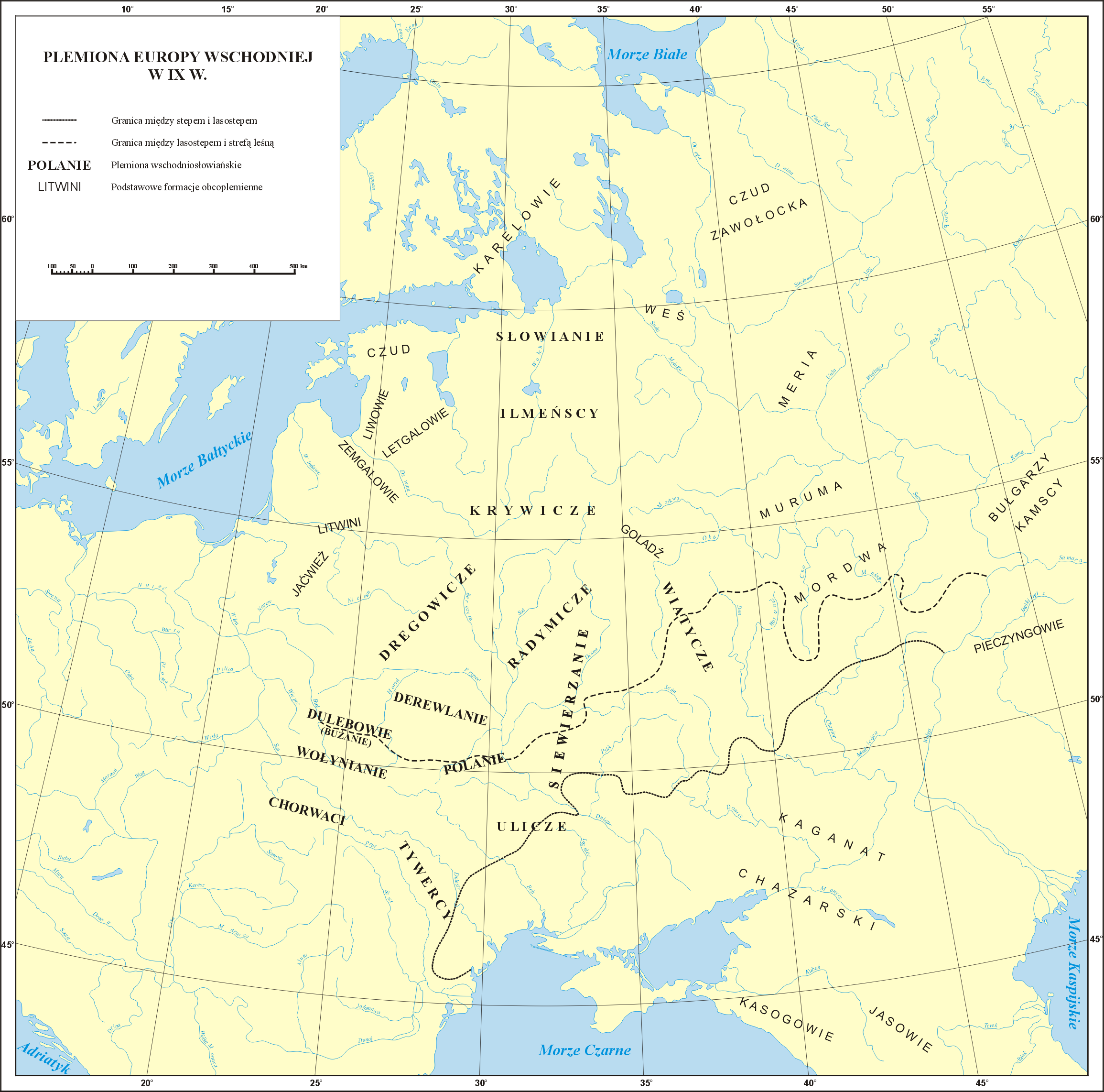
Orientacyjna mapa rozmieszczenia plemion Europy Wschodniej w średniowieczu, Bużanie identyfikowani z Dulebami

Bużanie – plemię słowiańskie zamieszkujące Wołyń i ziemię nad Bugiem, którego przynależność do Słowian zachodnich lub wschodnich pozostaje w nauce przedmiotem dyskusji.
Najważniejsze grody Bużan to: Busk, Gródek i Czerwień.
Wokół plemienia Bużan w literaturze wśród historyków pojawiło się wiele licznych i sprzecznych hipotez odnośnie do jego związku z dwoma innymi nadbużańskimi plemionami: Wołynianami i Dulebami. Niektórzy uczeni twierdzą, że Bużanie, Dulebowie i Wołynianie stanowili jedno plemię. Inni historycy identyfikują Bużan z Wołynianami, a jeszcze inni Bużan z Dulebami. Rosyjski uczony – Aleksiej Szachmatow z kolei uważał, że wszystkie trzy powyższe plemiona żyły na tym samym obszarze, ale w różnych odstępach czasu, natomiast Gerard Labuda popierając teorię R. Jakimowicza, przedstawioną w książce Okres wczesnohistoryczny. Prehistoria ziem polskich, pisze że Bużanie żyli obok Wołynian, zaś Dulebów na tym terenie nigdy nie było.
O istnieniu plemienia Bużan wspomina Geograf bawarski z IX wieku, który wzmiankuje o plemieniu Busani.
Nestor w swojej kronice wspomina Bużan w jedynym krótkim zdaniu: ...(nazywali się) Bużanie, ponieważ siedzieli nad Bugiem, później zaś Wołynianie, co podsuwa dwojaką interpretację tego sformułowania – albo na terenach, na których niegdyś żyli Bużanie, osiedlili się Wołynianie (czyli istniały dwa odrębne plemiona), lub było to jedno plemię, które pierwotnie nosiło nazwę Bużanie, a później Wołynianie. 
W kronice Powieść minionych lat w zestawieniu plemiennym „Słowian” (zgodnie z dzisiejszą terminologią – „wschodnich Słowian”) Bużanie nie występują, co wskazuje na to, że Nestor Bużan za „Słowian” (= „wschodnich Słowian”) nie uważał. 
Nieznana jest także dokładny rodowód Bużan. Najprawdopodobniejsza teoria to wywodzenie nazwy tego plemienia od rzeki Bug (sugeruje to sam Nestor), inna hipoteza to wyprowadzanie pochodzenia Bużan od jednego z ich grodów na Wołyniu – Buska (Bużska).